# MS Mode
Pour les articles homonymes, voir MS.
MS Mode est une enseigne de magasins de mode vestimentaire prêt-à-porter néerlandaise créée en 1964 à Rotterdam, avec en 2013, plus de 400 magasins à travers les Pays-Bas, la France, la Belgique, l'Espagne, l'Allemagne et le Luxembourg.
L'enseigne appartenait jusqu'en 2010 à la société Maxeda (anciennement Vendex-KBB), qui possédait également les enseignes V&D et De Bijenkorf. MS Mode s'appelait avant son rachat par Exellent, M&S Mode et M&S ce qui provoquait une confusion avec la chaîne de grands magasins britannique Marks & Spencer, également connu sous le nom « M&S ».

## Histoire
En 1964, la chaîne fut fondée par Max Abram avec le premier magasin à Rotterdam.
En 1999, MS Mode a été rachetée avec V&D et De Bijenkorf par la société Excellent Retail Brands.
En 2016, à la suite d'importants problèmes financiers de MS Mode France seulement 44 sur 196 magasins sont conservés.

## Implantations
| Pays       | Création  | Nombre de magasins |
| ---------- | --------- | ------------------ |
| Pays-Bas   | 1964      | 158                |
| Belgique   | 1976      | 79                 |
| Allemagne  | 1983      | 63                 |
| France     | 1990      | 44                 |
| Espagne    | 2002      | 56                 |
| Luxembourg | [Quand ?] | 5                  |